# Dangote Cement
Dangote Cement plc ist ein nigerianisches Unternehmen, das seinen Sitz in Lagos hat. Es ist auf die Herstellung und Vermarktung von Zement und verwandten Produkten spezialisiert. Im Jahr 2020 verkaufte der Konzern 25,7 Mio. t Zement und 0,3 Mio. t Klinker. Der Nettoumsatz verteilt sich im gleichen Jahr geografisch wie folgt: Nigeria (69,3 %) und restliches Afrika (30,7 %).
Dangote Cement verfügt über Werke oder Terminals in neun weiteren afrikanischen Ländern. Das Unternehmen ist an der Nigerian Stock Exchange gelistet und Teil des gleichnamigen Indexes NSE. Dangote Cement ist eine Tochtergesellschaft der Dangote Group und sowohl der größte Zementhersteller südlich der Sahara als auch das größte an der nigerianischen Börse gehandelte Unternehmen.

## Geschichte
Die Muttergesellschaft, die Dangote Group, wurde 1981 von Aliko Dangote als Handelsunternehmen mit Schwerpunkt auf dem Import von Zement in Säcken und anderen Rohstoffen wie Reis, Zucker, Mehl und Salz gegründet. In den 1990er Jahren traf die Gruppe die Entscheidung, von einem handelsbasierten Geschäft zu einem Produktionsbetrieb überzugehen.
Die Regierung des Bundesstaates Kogi gründet im November 1992 Obajana Cement plc. Die Dangote Group erwarb im Jahr 2000 die Benue Cement Company von der Bundesregierung im Rahmen derer Privatisierungspolitik. Die Dangote Group erwarb Obajana Cement plc von der Regierung des Bundesstaates Kogi, obwohl zu diesem Zeitpunkt keine Fabrik existierte. Im Jahr 2004 begann der Bau der ersten Zementproduktionsanlage des Unternehmens (Obajana Cement Plant), die 2007 mit zwei Produktionslinien und einer Kapazität von 5 Millionen Tonnen pro Jahr in Betrieb genommen wurde. Im Juli 2010 wurde Obajana Cement plc in Dangote Cement plc umbenannt. Im September wurden Dangote Cement und Benue Cement Company fusioniert. Im Oktober wurde das fusionierte Unternehmen an der nigerianischen Börse notiert.
Im Mai 2011 überträgt Dangote Group seine nicht-nigerianischen Zementbeteiligungen an Dangote Cement. Im Jahr 2012 wurde das Ilese-Werk im Bundesstaat Ogun in der Nähe von Lagos mit einer Kapazität von 6 Mio. Tonnen/Jahr gegründet. Im August 2014 macht Dangote Cement 20 % der gesamten Marktkapitalisierung der nigerianischen Börse aus. In den Folgejahren wird die Kapazität aller nicht-nigerianischen Werke erhöht. 2020 wurden die Exportterminals in Apapa und Port Harcourt in Betrieb genommen. Damit begann der Klinkerexport von Nigeria nach West- und Zentralafrika.